# Comuna Valea Bușa, Iampol
Valea Bușa (în ucraineană Петрашівка, transliterat: Petrașivka) este o comună în raionul Iampol, regiunea Vinița, Ucraina, formată din satele Hmelivșciîna, Miron și Valea Bușa (reședința).

## Demografie
Componența lingvistică a satului v
     Ucraineană (98,98%)
     Alte limbi (1,02%)
Conform recensământului din 2001, majoritatea populației satului Valea Bușaera vorbitoare de ucraineană (98,98%), existând în minoritate și vorbitori de alte limbi.